# Дестине Эрмела Дукага
Дестине Эрмела Дукага (фр. Destinée Doukaga; 8 октября 1983, Лубомо, департамент Ниари, Народная Республика Конго) — конголезский политический и государственный деятель, писательница.

## Биография
Получила высшее образование в области машиностроения в университете Браззавиля, позже стала магистром в области организации и государственного управления во французском Университете Пуатье.
Прошла подготовку в качестве пилота в авиационной школе CAE Oxford Aviation в Бельгии и в Монпелье во Франции. Работала в нефтяной промышленности в различных странах, включая Конго, ЮАР, Францию и ОАЭ.
С 2008 года — член Форума африканских женщин-преподавателей (Forum des éducatrices Africaines).
Член Конголезской партии труда. Сторонница Дени Сассу-Нгессо, после его победы была назначена министром по делам молодежи и просвещения (апрель 2016 — 14 мая 2021). С 15 мая 2021 года занимает пост министра туризма. Член Политбюро Конголезской партии труда. Депутат Национального собрания Республики Конго.

## Избранные произведения
- Mon labyrinthe, Éditions Édilivre, 2014.
- Héros dans mes veines, Éditions Édilivre, 2014.
- Chants du cœur, L’Harmattan, 2016.
- Terre battue, Éditions du Panthéon.
- Moi, Président, L’harmattan, 2019.

## Награды
- Орден Заслуг (Конго)